# Maurice Grisard
Maurice Grisard, né le 2 mai 1895 et mort à une date inconnue, est un footballeur et entraîneur belge.

## Carrière comme joueur
- 1912-1925 : Standard de Liège

48 matchs, 2 buts dont 20 matchs en D1

## Palmarès comme joueur
- Champion de Belgique D2 en : 1919

## Carrière comme entraîneur
- 1925-1926 : Royal Dolhain FC
- 1926-1927 : Fléron FC
- 1930-1932 : Standard de Liège
- 1939-1940 : Standard de Liège
- 1951-1952 : Standard de Liège  en collaboration avec Antoine Basleer
- 1952-1953 : Standard de Liège
- 1957-1959 : Royal Spa Football Club